# Турци в Норвегия
Турците в Норвегия са етническа група в Норвегия.

## История
През 1970-те години се наблюдава вълна от трудова миграция. Голяма част от имигрантите идват от Турция. Много от тези имигранти остават в Норвегия. През 1976 г. границите са затворени за бъдеща миграция от този вид. Голяма част от имигрантите в Драмен са от Турция.

## Численост
Към 2009 г. в Норвегия живеят 15 436 турски граждани. От тях 10 039 са имигранти, а 5397 са родени в Норвегия деца на турски имигранти. 

## Религия
Основната религия на турците в Норвегия е ислям. 